# Ossaea lanata
Ossaea lanata är en tvåhjärtbladig växtart som först beskrevs av Charles Victor Naudin, och fick sitt nu gällande namn av Charles Wright. Ossaea lanata ingår i släktet Ossaea och familjen Melastomataceae. Inga underarter finns listade i Catalogue of Life.